# Sindanggalih (Karangtengah)
Sindanggalih is een bestuurslaag in het regentschap Garut van de provincie West-Java, Indonesië. Sindanggalih telt 5219 inwoners (volkstelling 2010).